# Meridià 4 a l'est
El meridià 4 a l'est de Greenwich és una línia de longitud que s'estén des del pol Nord a través de l'oceà Àrtic, l'oceà Atlàntic, Europa, l'Àfrica, l'oceà Antàrtic i Antàrtida al pol Sud.
El meridià 4 a l'est forma un cercle màxim amb el meridià 176 a l'oest.
Com tot els altres meridians, la seva longitud correspon a una semicircumferència terrestre, són 20.003,932 km. Al nivell de l'equador, la seva distància del meridià de Greenwich és de 445 km

## De Pol a Pol
Des del pol Nord i dirigint-se cap al sud fins al pol Sud, el meridià 4 a l'Est passa per:
| Coordenades                           | País, territori o mar | Notes                                                                                                  |
| ------------------------------------- | --------------------- | --- |
| 90° 0′ N, 4° 0′ E / 90.000°N,4.000°E  | Oceà Àrtic            | |
| 81° 25′ N, 4° 0′ E / 81.417°N,4.000°E | Oceà Atlàntic         | |
| 61° 0′ N, 4° 0′ E / 61.000°N,4.000°E  | Mar del Nord          | |
| 51° 50′ N, 4° 0′ E / 51.833°N,4.000°E | Països Baixos         | Illes de Goeree-Overflakkee i Schouwen-Duiveland Penínsules de Tholen i Zuid-Beveland Flandes zelandès |
| 51° 14′ N, 4° 0′ E / 51.233°N,4.000°E | Bèlgica               | |
| 50° 21′ N, 4° 0′ E / 50.350°N,4.000°E | França                | |
| 43° 33′ N, 4° 0′ E / 43.550°N,4.000°E | Mar Mediterrània      | |
| 40° 4′ N, 4° 0′ E / 40.067°N,4.000°E  | Espanya               | Illa de Menorca                                                                                        |
| 39° 55′ N, 4° 0′ E / 39.917°N,4.000°E | Mar Mediterrània      | |
| 36° 54′ N, 4° 0′ E / 36.900°N,4.000°E | Algèria               | |
| 19° 5′ N, 4° 0′ E / 19.083°N,4.000°E  | Mali                  | |
| 16° 6′ N, 4° 0′ E / 16.100°N,4.000°E  | Níger                 | Per uns 8 km                                                                                           |
| 16° 1′ N, 4° 0′ E / 16.017°N,4.000°E  | Mali                  | Per uns 5 km                                                                                           |
| 15° 59′ N, 4° 0′ E / 15.983°N,4.000°E | Níger                 | |
| 12° 51′ N, 4° 0′ E / 12.850°N,4.000°E | Nigèria               | |
| 6° 25′ N, 4° 0′ E / 6.417°N,4.000°E   | Oceà Atlàntic         | |
| 60° 0′ S, 4° 0′ E / 60.000°S,4.000°E  | Oceà Atlàntic         | |
| 70° 3′ S, 4° 0′ E / 70.050°S,4.000°E  | Antàrtida             | Terra de la Reina Maud, reclamat per Noruega                                                           |